# Carl Zuckmayer
Carl Zuckmayer (Nackenheim, Rheinhessen, Német Császárság, 1896. december 22. – Visp, Svájc, 1977. január 18.) német író, költő.

## Életrajza

### Fiatal évei

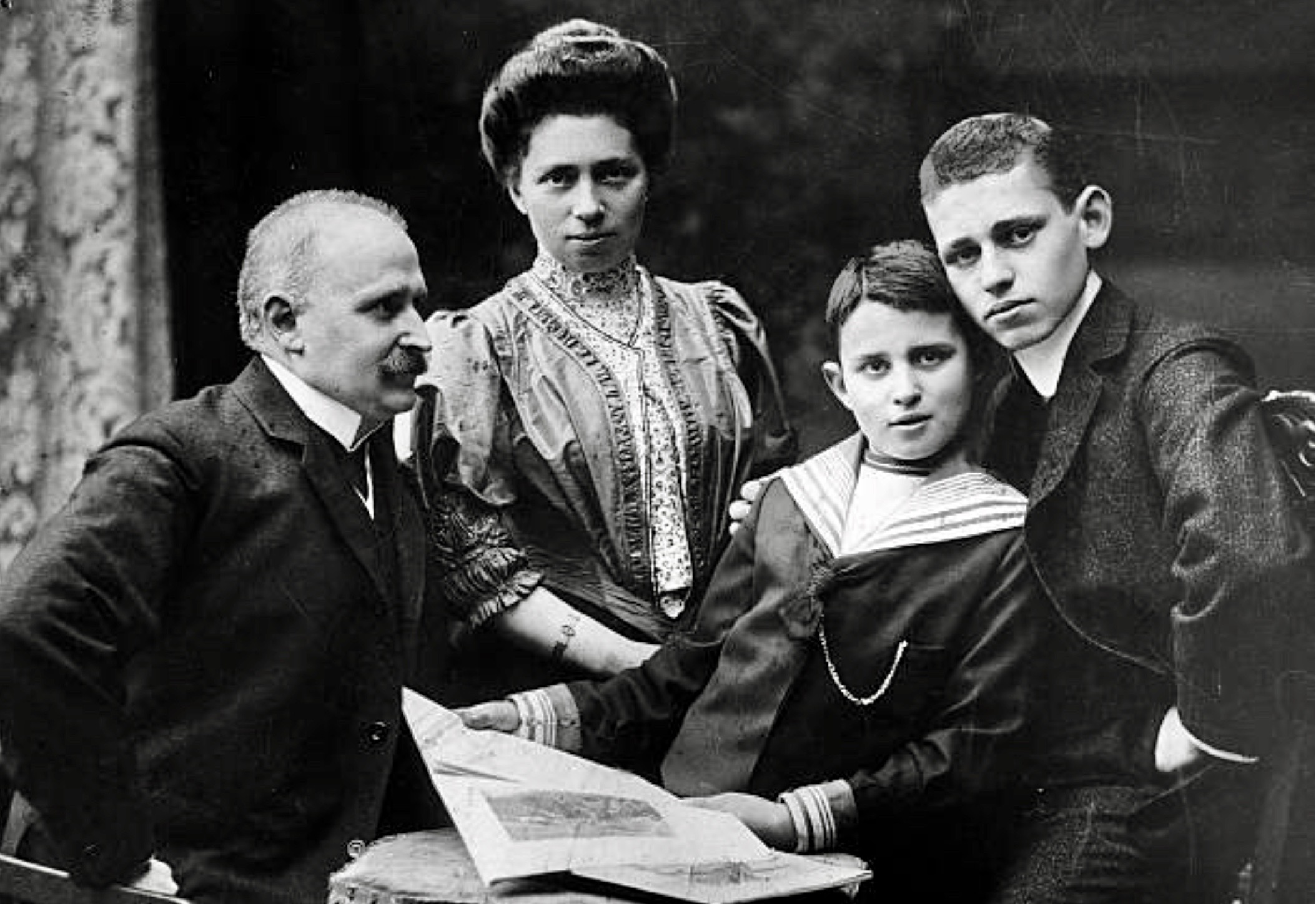
1906

Zuckmayer egy iparos fiaként született Nackenheimban és Mainzban nőtt fel. Nem igazán rajongott az iskoláért és gyakran összetűzésbe került tanáraival, majdnem kiutasították a tanintézetből. 1914-ben szükség-érettségit (vagy más néven háborús érettségi; 1914-től Németországban és Ausztriában az első és a második világháború idején bevezetett könnyített érettségi, melynek letétele után a fiatalemberek beléptek a hadseregbe) tett a mainzi Rabanus-Maurus-Gimnáziumban és háborús önkéntesnek jelentkezett. 1918-ig a nyugati fronton szolgált katonaként. A háború után 1920-ig jogot, irodalomtudományt és szociológiát tanult Frankfurt am Mainban és Heidelbergben.
1917-től jelentek meg versei expresszionista folyóiratokban, mint például a Franz Pfemfert által kiadott Die Aktion című lapban.

### Berlin
1920 decemberében mutatták be Kreuzweg című drámáját a Berlini Állami Színjátszóházban (Staatliches Schauspielhaus Berlin), de három előadás után lekerült a színről: csupán Herbert Iheringtől és Siegfried Jacobsohntól kapott dicsérő szavakat.
1920-ban házasságot kötött fiatal szerelmével, Annemarie Ganz-cal, de egy év múlva elváltak, miután Zuckmayer szenvedélyes szerelmi kapcsolatot kezdett Annemarie Seidel (Mirl) színésznővel. 1922-ig kocsmákban és bárokban énekléssel, majd alkalmi munkákkal (statisztaként filmekben, sőt rövid ideig mint kábítószer-kereskedő, amiért majdnem le is tartóztatták) kereste kenyerét, míg dramaturgként nem alkalmazták Kielben, Münchenben és Bertolt Brechttel együtt a Berlini Német Színházban (Deutsches Theater Berlin). Itt ismerkedett meg Alice Frank bécsi színésznővel, akit 1925-ben feleségül vett; házasságukból lányuk született, akit Zuckmayer Winnetounak nevezett el, annak ellenére, hogy ez férfinévként szerepel Karl May könyveiben.
Az irodalmi áttörés 1925 decemberében a Der fröhliche Weinberg (A vidám szőlőhegy) című parasztkomédiával következett be; az alkotást nem sokkal korábban Paul Fechter a Kleist-díjjal tüntette ki. A komédia – elsősorban egy diákegyesületi tag parodisztikus ábrázolása miatt – számos botrányt okozott, mégis ez lett az 1920-as évek egyik leggyakrabban játszott darabja. Tiszteletdíjából 1926-ban a Salzburg melletti Henndorfban házat vásárolt; itt töltötte idejének nagy részét, annak ellenére, hogy továbbra is Berlinben dolgozott.
Következő színházi sikerét a Schinderhannes című darab bemutatása hozta 1927-ben. A darabot Erwin Piscator politikai színházának félreérthetetlen ellensúlyozásául szánta:
„A vidám szőlőhegyben sikerült elérnem azt, hogy az emberek szívből jövően nevessenek, amit egy színházban ritkán tehetnek meg. Nos fontos volt számomra, hogy egyszer meg is ríkassam őket. Az érzések oldaláról akartam megközelíteni az embereket, az úgynevezett új tárgyilagossággal, az oktató-politikai színházzal szemben, ami mostanában kezdődött.”
1929-ben nagy népszerűségre tett szert a nézők körében egy kötéltáncos-komédiával, a Katharina Knie darabbal, de a kritikusok között megbukott, mint ahogy minden más darabja a Fröhliche Weinberg után. Ebben az időben kezdett el dolgozni A kék angyal (Der blaue Engel) című film forgatókönyvén, Heinrich Mann Ronda tanárúr (Professor Unrat) című regénye alapján; a film 1930-ban került a mozikba.
Legnagyobb sikerét a Weimari Köztársaság idején 1931-ben érte el a Berlini Német Színházban A köpenicki kapitány (Der Hauptmann von Köpenick) című négyfelvonásos színdarabjával, nevettető és leleplező szatírájával. Köpenicki kapitány, akinek szélhámosságán annak idején az egész világ kacagott, magára veszi a tiszti mundért, hogy megpróbáljon útlevelet szerezni, munkához jutni, mert a Vilmos-császári Németországban az egyenruha teszi az embert. A mű a polgári erkölcsöt és igazságszolgáltatást leplezi le. Tiszteletdíjként, csak a bemutató utáni első évben 160 000 márkát kapott (akkoriban egy fizikai munkát végző ember egész életében keresett ennyit), de magára vonta a nemzetiszocialisták gyűlöletét is, akiknek nem kerülte el a figyelmét a darab katona ellenes irányzata, a porosz alattvalói szellem katonai aspektusának klasszikus kifigurázása. A színdarabból később Heinz Rühmannal a főszerepben nagy sikerű film készült.
A nemzetiszocialisták hatalomra kerülése után, Zuckmayer munkája Berlinben egyre nehezebbé vált, ezért visszavonult a Wallersee melletti Henndorfba. Háza, a politikai üldözések elől menekülő, nyugalmat kereső vagy éppen anyagi nehézségekkel küszködő írók és művészek találkozó helye lett: az úgynevezett henndorfi körhöz tartozott többek között Stefan Zweig és Ödön von Horváth is.

### Száműzetés
Az Anschluss, Ausztria Harmadik Birodalomhoz csatolása után 1938-ban Zuckmayernek el kellett hagynia az országot, mivel édesanyja egy asszimilálódott zsidó családból származott. Először Svájcba emigrált, majd az Amerikai Egyesült Államokba ment, ahol Hollywoodban forgatókönyvíróként dolgozott. A német emigránsok közösségében a „félemigránsok” prototípusának számított (Alfred Döblin). Amikor úgy érezte, hogy művészként nem tud megélni, 1941-ben bérleti tulajdonba vett egy farmot Vermontban, ahol a háború végéig gazdálkodott.
1943-ban az első amerikai külföldi titkosszolgálatnak (Office of Strategic Services, OSS) írt jelentéseket, illetve aktákat színészekről, rendezőkről, kiadókról és újságírókról, akik a Harmadik Birodalom idején Németországban sikeresek voltak. A dossziékat 2002-ben hozták először nyilvánosságra, mint „titkos jelentéseket”.
Zuckmayer 1946-ban, egy évvel a háború vége után tért vissza először Európába, mint az amerikai hadügyminisztérium civil kulturális megbízottja. Az öt hónapos ellenőrző út után részletes jelentést írt Németországról, amelyben számos politikai intézkedést kritizált és egy sor konkrét változtatási ajánlattal állt elő. A jelentést csak 2004-ben publikálták.
1946-ban Zürichben bemutatott darabja, Az ördög tábornoka (Des Teufels General), amelyet Ernst Udet halálának hatására írt) lett a háború utáni legnagyobb sikere a nyugat-német színpadokon: csak az 1948/49 évadban 2069-szer játszották el. Rezignáltan vette tudomásul, hogy színpadi sikere nem annyira az antifasiszta irányzatának, mint inkább a darab háborús hősének köszönhető, akivel a nézők azonosulhattak. Zuckmayer az 1950-es évek egyik legsikeresebb német drámaírója lett, olyan művekkel, mint a Der Gesang im Feuerofen című dráma (1950), amely a második világháború alatti francia ellenállásról és kollaborációról szól; vagy a Das kalte Licht (1955), amely egy atomkémkedés története. Számos darabját megfilmesítették. Az 1960-as évek elején csökkent a darabjai iránti érdeklődés, mert formális tradicionalizmusa nem felelt meg többé a rendezők és filmigazgatók ízlésének.
1946 januárjában megkapta az – 1943-ban kérvényezett – amerikai állampolgárságot.

### Svájc
1957-ben házat vásárolt a svájci Wallis kantonban található Saas-Feeben és visszaköltözött Európába. 1966-ban svájci állampolgár lett. Ekkor jelent meg önéletrajza Als wär’s ein Stück von mir címmel, mely „long time seller”-nek bizonyult, napjainkig több mint egy millió példányt adtak el belőle.
1967-ben kezdődött Zuckmayer és Karl Barth, az akkor világhírű bázeli evangélikus teológus barátsága, melynek hatására Zuckmayer a teológia kérdéseivel kezdett el foglalkozni. Magát hívő, de kritikus katolikusnak tartotta.
„De ha szerzőtársaimnak bevallanám, hogy számomra vigaszt nyújt az eucharisztia – a múlt vasárnap is részt vettem rajta és ezen a vasárnap is ezt fogom tenni – őrültnek tartanának.” (Levél Karl Barth részére, 1968. április 10.)

## Hagyatéka
Zuckmayer hagyatéka a Német Irodalmi Archívumban (Deutsches Literaturarchiv / Marbach am Neckar) található. Emigrációs idejéből származó anyagok Dr. Richard Albrecht privátarchívumában Bad Münstereifelben vannak összegyűjtve.
Zuckmayer emlékére 1979 óta minden évben, halálának évfordulóján Carl-Zuckmayer-díjat adományoznak. Ez az irodalmi díj „a német nyelvvért és a művészi szóért” tett szolgálatot dicséri.

## Kitüntetések
- 1925 Kleist-díj
- 1929 Büchner-díj
- 1952 Frankfurt am Main Goethe-díja
- 1952 szülővárosának, Nackenheimnak díszpolgára
- 1955 Német Borkultúra-díj (Deutscher Weinkulturpreis)
- 1957 A Bonni Egyetem díszdoktora
- 1960 Nagy osztrák irodalmi díj (Großer Österreichischer Staatspreis für Literatur)
- 1961 Saas Fee díszpolgára
- 1962 Mainz díszpolgára
- 1967 A Heidelbergi Egyetem díszpolgára és beválasztották a Pour le Mérite rend[13] tagjai közé a tudomány és művészetek terén szerzett érdemekért
- 1972 Düsseldorf Heinrich-Heine-díja

## Művei (válogatás)

### Drámák
- 1921 Kreuzweg
- 1922 Der Eunuch

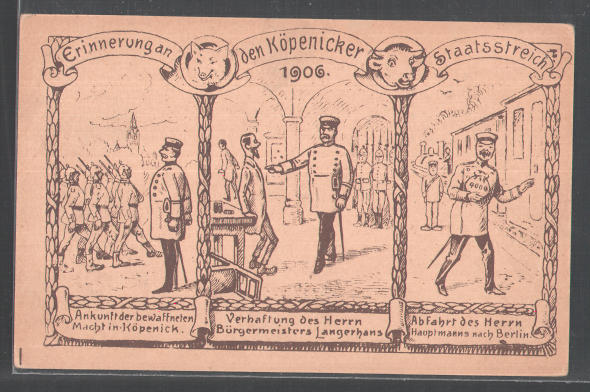
Szatirikus képeslap Köpenicki tábornokról, 1906

- 1925 Kiktahan, oder Die Hinterwäldler. Ein Stück aus dem fernen Westen in drei Akten
- 1925 Der fröhliche Weinberg. Lustspiel in drei Akten
- 1927 Schinderhannes. Schauspiel in vier Akten
- 1929 Der blaue Engel. Forgatókönyv Karl Gustav Vollmoellerrel és Robert Liebmannal együtt, Heinrich Mann regénye alapján
- 1927 Katharina Knie. Ein Seiltänzerstück in vier Akten
- 1929 Kakadu-Kakada. Ein Kinderstück
- 1931 Der Hauptmann von Köpenick. Ein deutsches Märchen in drei Akten.
- 1934 Der Schelm von Bergen. Schauspiel in einem Vorspiel und drei Akten
- 1936 Rembrandt. Forgatókönyv Bíró Lajossal June Headdel együtt
- 1938 Bellman. Schauspiel in drei Akten
- 1945 Des Teufels General. Drama in drei Akten
- 1949 Barbara Blomberg. Ein Stück in drei Akten
- 1959 Der Gesang im Feuerofen. Drama in drei Akten
- 1955 Das kalte Licht. Drama in drei Akten
- 1961 Die Uhr schlägt eins. Ein historisches Drama aus der Gegenwart
- 1961 Kranichtanz. Ein Akt
- 1962-1964 Das Leben des Horace A. W. Tabor. Ein Stück aus den Tagen der letzten Könige
- 1975 Der Rattenfänger. Eine Fabel

### Lírai költeményei
- 1926	Der Baum. Versek
- 1917-1976	Abschied und Wiederkehr. Versek

### Elbeszélő próza
- 1925 Sitting Bull. Elbeszélés
- 1927 Ein Bauer aus dem Taunus und andere Geschichten.
- 1931 Eine Weihnachtsgeschichte.
- 1932 Die Affenhochzeit. Novella
- 1934 Eine Liebesgeschichte. Elbeszélés
- 1936 Salwàre oder Die Magdalena von Bozen. Regény
- 1937 Ein Sommer in Österreich. Elbeszélés
- 1938 Pro Domo. Önéletrajzi leírás
- 1938 Herr über Leben und Tod. Élet és halál ura Regény
- 1940 Second Wind. Önéletrajz
- 1945 Der Seelenbräu. Elbeszélés
- 1955 Engele von Loewen. Elbeszélések
- 1959 Die Fastnachtsbeichte. Farsangéji gyónás Elbeszélés
- 1962 Geschichten aus vierzig Jahren
- 1966 Als wär’s ein Stück von mir. Horen der Freundschaft. Önéletrajz
- 1970 Auf einem Weg im Frühling. Wiedersehen mit einer Stadt. Aus dem Stegreif erzählt. Elbeszélés
- 1970 Henndorfer Pastorale
- 1996 Vermonter Roman. Hagyatékából

### Megfilmesített művei[14]
- 1926: Qualen der Nacht. Némafilm. Rendező: Kurt Bernhardt
- 1927: Der fröhliche Weinberg. Némafilm. Rendező: Jacob és Luise Fleck
- 1928: Schinderhannes. Rendező: Kurt Bernhardt
- 1929: Katharina Knie. Rendező: Karl Grune
- 1930: Der Blaue Engel. (A kék angyal). Rendező: Josef von Sternberg
- 1931: Der Hauptmann von Köpenick. Rendező: Richard Oswald
- 1935: Escape me Never. Rendező: Paul Czinner
- 1936: Rembrant. Rendező: Korda Sándor
- 1939: Boefje. Rendező: Detlef Sierck
- 1940: Sarajevo
- 1941: Passport to Heaven / I was a Criminal (Der Hauptmann von Köpenick). Rendező: Richard Oswald
- 1942: Menschen, die vorüberziehen (Katharina Knie). Rendező: Max Haufler
- 1949: Nach dem Sturm. Rendező: Gustav Ucicky
- 1950: Der Seelenbräu. Rendező: Gustav Ucicky
- 1950: Decision before dawn (Entscheidung vor Morgengrauen). Rendező: Anatole Litvak
- 1952: The moon is blue (Die Jungfrau auf dem Dach). Rendező: Otto Preminger
- 1952: Der fröhliche Weinberg. Rendező: Erich Engel
- 1954: Eine Liebesgeschichte. Rendező: Rudolf Jugert
- 1954: Herr über Leben und Tod. Rendező: Victor Vicas
- 1954: Des Teufels General. (Az ördög tábornoka) Rendező: Helmut Käutner
- 1955: Ein Mädchen aus Flandern (Engele von Loewen). Rendező: Helmut Käutner
- 1955: The man with the golden arm (Der Mann mit dem goldenen Arm). Rendező: Otto Preminger
- 1955: Das kalte Licht. Tévéfilm. Rendező: Leo Mittler
- 1956: Der kleine Friedländer. Tévéfilm. Rendező: Peter A. Horn
- 1956: The Cold Light. Tévéfilm. Rendező: Rudolf Cartier
- 1956: Köpenicki kapitány Der Hauptmann von Köpenick. Rendező: Helmut Käutner
- 1957: Der Schinderhannes. Rendező: Peter Beauvais
- 1958: Der Schinderhannes. Rendező: Helmut Käutner
- 1958: Frauensee (Ein Sommer in Österreich). Rendező: Rudolf Jugert
- 1959: Herbert Engelmann. Rendező: Hans Lietzau
- 1960: Die Fastnachtsbeichte. Rendező: William Dieterle
- 1960: Der Hauptmann von Köpenick. Rendező: Rainer Wolffhardt
- 1961: Der fröhliche Weinberg. Rendező: Hermann Pfeiffer
- 1968: Schinderhannes. Tévéfilm. Rendező: Franz Peter Wirth
- 1969: Rembrandt. Tévéfilm. Rendező: Rudolf Cartier
- 1976: Die Fastnachtsbeichte. Tévéfilm. Rendező: Eberhard Itzenplitz
- 1986: Reise durch die Nacht. Tévéfilm. Rendező: Peter Leippe
- 1997: Der Hauptmann von Köpenick. Rendező: Frank Beyer
- 2001: Der Hauptmann von Köpenick. Rendező: Katharina Thalbach

## Magyarul
- Kristóf Katica. Színjáték 4 felv.; ford. Kosztolányi Dezső; s.n., Bp., 1936 (Krónika. A Nemzeti Színház műsorkísérő füzetei)
- Salware vagy a bozeni Magdolna, 1-2.; ford. Benedek Marcell, ill. Molnár C. Pál; Révai, Bp., 1937
- A köpenicki kapitány. Mese; ford. Lászlóffy Kata, utószó Gyurkó László; Európa, Bp., 1959 (Világirodalmi kiskönyvtár)
- Farsangéji gyónás; ford. Beck Péter; Magvető, Bp., 1976 (Albatrosz könyvek)
- Egy szerelem története / Élet és halál ura. Két elbeszélés; ford. Nyársik Beáta; Kalligram, Pozsony, 2000

## Idézet
„A valódi bölcsesség nem az intellektus szökőkútjával emelkedik a magasba, hanem a lélek tavában nyugszik.”